# オープンキャンパス
オープンキャンパスとは、学校法人がその学校へ入学を希望・考慮している者（いわゆる受験生）に対して、施設内を公開し、学校への関心を深めて貰おうとする、入学促進イベントの一種である。
日本では立教大学で初めて行われた。日本国内では主に大学、専門学校、高等学校などが開催しているが、大学以外では「体験入学」や「オープンスクール」と称することが多い。
似た制度でオープンカレッジがあるが、こちらは一般の人の生涯学習を目的にして大学が行う専門の講座のことである。

## 日本

### 沿革
日本では立教大学で初めて行われた。1990年代以前は、大多数の大学では高校生やその保護者を対象とした大学構内の積極的な公開は行われていなかったが、いわゆる少子化を背景に、受験生の確保を目的に1990年代後半頃から一部の大学で行われるようになった。その後2000年代になると偏差値が高いとされる、いわゆる難関校と呼ばれる大学でも開催されるようになったが、これは少子化を背景としたものではなく、よりミスマッチの少ない学生を入学させたいという意図から行われている。
なお、オープンキャンパスと銘打っていなくても、施設の見学や相談などを随時受け付けている場合も多く、普段の大学の様子を学内に入って自由に見学することを認めている大学も多い。

### 主な内容
行われるイベントとしては、主に．．．
- 大学のトップ（総長・学長など）または学部のトップの講演。
- 在学生や教職員による大学施設の見学ツアーや学部などの説明、模擬授業（講義）。
  - 場合によっては研究室の公開や内容の説明などもある。
- その大学で学べる学問内容、取得可能資格、入試制度、大学生活などについての個別相談・質問受け付け。
- 大学案内や試験要綱などの資料の配布（通称「赤本」と呼ばれる1年前の入試問題集も配布されるところもある）。
- 大学図書館の公開。

### 一部私大でのイベント
一部私大では、より積極的に高校生等に大学に来てもらえるように、以下のようなイベントを行っている。
- オープンキャンパス実施日における最寄り駅、又は周辺の主要都市からキャンパスへの無料送迎バスの運行。
- 遠隔都市からの交通費の助成。
- 学食体験と銘打った、無料食券・ドリンク券等の配布。
- スタンプラリーを行い、学内隅々を見た参加者に対する記念品の配布や抽選会など。
- アンケート回収に伴う記念品の配布や抽選会。
- ブラスバンド部やチアリーダー部、軽音楽部などの実演。
- ラジオ番組やインターネット番組の公開放送。

### 実施時期
時期としては、国公立大学では高校が夏休みになる7月 - 8月が多いが、私立大学や専門学校では土曜・日曜及び祝日を主体に月数回行っているところや、春から秋にかけて長期間行っているところも多い。